# Tanque de Porteirinha
Tanque de Porteirinha é um distrito do município brasileiro de Porteirinha, no interior do estado de Minas Gerais. Segundo o censo demográfico de 2022, realizado pelo Instituto Brasileiro de Geografia e Estatística (IBGE), sua população era de 3 039 habitantes e havia 1 104 domicílios particulares permanentes ocupados. Possui área de 327,91 km² conforme a Fundação João Pinheiro (FJP).
Foi criado ao se desmembrar de Serra Branca de Minas pela lei municipal nº 1.592 de 8 de abril de 2010.